# Parnes (geslacht)
Parnes is een geslacht van vlinders van de familie prachtvlinders (Riodinidae), uit de onderfamilie Riodininae.

## Soorten
- P. nycteis Westwood, 1851
- P. philotes Westwood, 1851